# 能源效率

歐盟能源標籤以清晰的方式標示家電產品的能源效率。

有效能源利用（英語：Efficient energy use）或稱能源效率（英語：energy efficiency）是提供產品和服務過程中減少使用能源的做法。目前有許多技術和方法較以往更為節能。例如對建築物進行隔熱（絕緣）可讓其使用更少的供暖和冷卻能源，而仍能讓人舒適處於其中。另一做法是取消有促進高能源消耗和低效率能源利用的補貼。提高建築物、工業流程和交通運輸的能源效率可在2050年將世界能源需求降低三分之一。
促成提高能源效率的主要動機有二：首先是在使用設備或製造過程中可達到節約成本的目的。然而使用節能技術需要前期成本（即資本成本），可透過生命週期評估來分析進行不同做法的成本比較。另一動機是減少溫室氣體排放，以致力於氣候行動。關注能源效率還可為國家能源安全帶來益處，因為如此做可減少能源的進口數量。
能源效率和再生能源在永續能源政策中齊頭並進。兩者在能源層級的重要性排序中居於第二及第三（排名第一的是節約能源）。

## 目標
能源生產率所衡量的是每單位能源輸入，產出的商品和服務的數量和品質，可由減少生產所需的能源量達成，也可來自使用相同能源量，但產出商品和服務的數量和品質均有提升。
從能源消費者的角度來看，能源效率的主要動機往往只是降低購買能源的成本。從能源政策的角度來看，人們長期以來越來越廣泛體認能源效率是"第一燃料"，能替代或避免實際燃料消耗。事實上，國際能源署（IEA）計算結果，其成員國在1974年至2010年間實施的能源效率措施，所節省的能源量大於任何單一燃料（包括化石燃料，即石油、煤碳和天然氣）的消耗量。
尤有甚者，人們早已體認到能源效率除能減少能源消耗之外，還帶來其他益處。對這些其他效益（通常稱為多重效益、共同效益、輔助效益或非能源效益）的一些價值估計，顯示它們的總價值甚至高於能源產生的直接效益。
能源效率的多重好處包括減少溫室氣體排放、降低空氣污染、改善健康、提高能源安全等。目前已有計算這些好處的貨幣價值法，例如選擇實驗法 ：適用於包含主觀成分 (例如美觀或舒適度) 的改善措施，圖奧米寧-塞帕寧方法 (Tuominen-Seppänen method)：適用於價格波動風險降低的情境。當將之分析，會發現能源效率投資的經濟效益會明高於單純節省能源的部分。
事實證明提高能源效率對發展經濟是一具有成本效益的策略，同時又不一定會增加能源消耗。例如美國加利福尼亞州於1970年代中期即開始實施能源效率措施，包括具有嚴格效率要求的建築規範和電器標準。在接下來的幾年裡，該州的人均能源消耗量基本上持平，而美國全國能源消耗量卻翻了一倍。加州同時制定新的能源"優先順序"，將能源效率擺在第一，再生電力供應擺第二，排在第三的是新建化石燃料發電廠。康乃狄克州和紐約州等州已創建具有準公共性質的綠色銀行，以幫助住宅和商業建築業主為能源效率升級提供融資，藉此減少排放並降低消費者的能源成本。

## 相關概念

### 節約能源
所謂節能，其包含的範圍又比能源效率更為廣泛，除更有效使用能源之外，還包括積極減少能源消耗（例如透過行為改變）。在不提高效率的情況下節能的案例有於冬天減少室內供暖、減少使用汽車、風乾衣服（而不用烘乾機），或在電腦上啟用節能模式。有效能源利用和能源節約之間的界線可能很模糊，但兩者在環境和經濟方面都很重要。

### 永續能源
能源效率 - 使用更少的能源而能得到相同的商品或服務，或用更少的材料而能得到類似的服務 - 是許多此類策略的基石。IEA估計把能源效率提高即可實現《巴黎協定》目標所需減排温室氣體的40%。要節能，可透過提高電器、車輛、工業流程和建築物的技術效率來達成。

## 始未料及的後果
如果能源需求保持不變，提高能源效率將可減少能源消耗和碳排放。然而許多效率改進並不能將能源消耗降低到如簡單工程模型所預測的數量。因為如此做後，能源服務變得更便宜，反會導致消耗增加。例如由於節能車輛讓旅行變得更為便宜，消費者可能會行駛更遠的距離，而將一些潛在的能源節省成效抵消。同樣的，對技術效率改進作廣泛的歷史分析，所顯示的是能源效率改進幾乎全被經濟成長所超越，導致資源使用和相關污染發生淨的增加。這些都是反彈效應（節能）所顯示的案例（參見傑文斯悖論）。
反彈效應的程度估計約為5%到40%之間。家庭層級的此類效應可能低於30%，交通層面的效應可能接近10%。 當反彈效應為30%，表示基於工程模型預測的能源消耗減量中，實際上只有70%能夠實現。

## 選項

### 電器
現代的電器，例如冰箱、烤爐、爐灶、洗碗機、洗衣機和乾衣機，所耗用的能源比舊式電器會少得多。例如目前的節能冰箱比2001年出品的型號可節能40%。根據這項研究，如果歐洲所有家庭都將使用超過十年的舊電器換成新的，每年可節省200億千瓦時（kWh，即我們通常所說的"度"）的電力，而二氧化碳排放量將會減少近180億公斤。在美國，對應的數字為170億千瓦時的電力和27,000,000,000磅（1.2×1百億公斤）二氧化碳。根據諮詢公司麥肯錫於2009年發表的研究報告，更換舊電器是減少全球溫室氣體排放最有效的措施之一。現代電源管理系統還可設定在一定時間後將閒置設備關閉，或將其置於低能耗模式來減少能源使用。許多國家使用能源投入標示來標明何者是節能電器。
能源效率對用電高峰的影響取決於設備在何時使用。例如在下午天氣炎熱時，空氣調節會消耗更多能量。因此高效率節能空調對用電高峰時段的影響會比非高峰時段的影響更大。另一方面，節能洗碗機通常在深夜使用，雖然當時會消耗更多的能源，但可能對用電高峰幾乎沒影響。
科技公司在2001年至2021年期間已在電路中使用反應更快的氮化鎵電晶體以取代傳統的矽開關，讓新設備盡可能節能。氮化鎵晶體的成本會較高。這種改變是降低碳足跡的重要步驟。

### 建築物設計

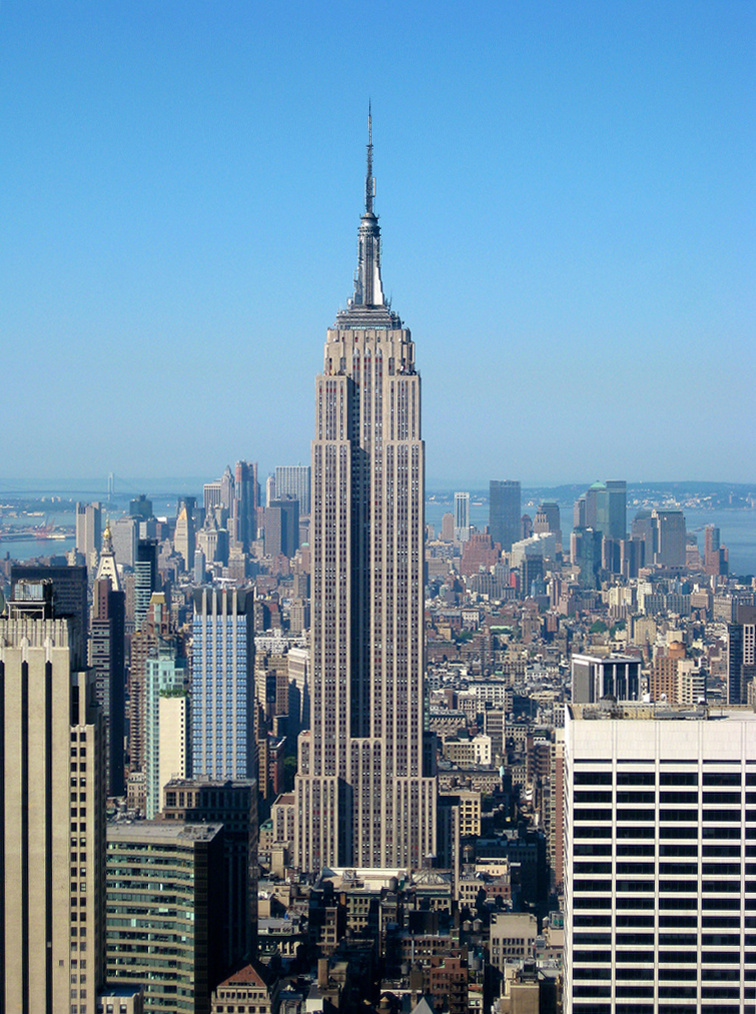
紐約帝國大廈於2011年9月獲得能源與環境設計領導 (LEED) 金牌評級，是當時美國及西半球LEED認證中樓層最高的建築。

世界各地都致力於改善建築物的能源效率，因為它們為主要的能源消耗者之一。然而建築物的能源使用問題並不如想像中那麼簡單，因為使用能源所能達到的室內成效差異很大。保持建築物舒適的措施、照明、暖氣、冷氣和通風都會消耗能源。通常建築物的能源效率水準是將消耗能源除以建築物的面積加以衡量，此被稱為特定能源消耗或能源使用強度：
{\displaystyle {\frac {\text{Energy consumed}}{\text{Built area}}}}
然而讓問題更加複雜的原因是建築材料本身有隱含能量（即製造材料所使用的能量）。在另一方面，當建築物被拆除後，可透過將材料重複使用，或將其燃燒來取得能量（即從材料中回收能量）。此外，當建築物經使用後，室內條件會發生變化，導致室內環境品質上升或是下降。最後，整體效率受到建築物使用的影響：建築物是否大部分時間都被佔用，空間是否有效利用，或建築物大部分時間是閒置的？甚至有人建議為能更完整核算能源效率，應將特定能源因素包括在內，而將公式修改為：
{\displaystyle {\frac {{\text{Embodied energy}}+{\text{Energy consumed}}-{\text{Energy recovered}}}{{\text{Built area}}\times {\text{Utilization rate}}\times {\text{Quality factor}}}}}
因此要平衡達成建築物的能源效率，不能就是單純的盡力減少能源消耗而已。應將室內環境品質和空間利用效率等項目也列入考慮。因此，提高能源效率的方法有多種形式。方法中通常會包含一些先天性可減少能源需求的被動措施 （例如改善隔熱性能）。許多措施可以一舉多得，既能改善室內環境，又能降低能源消耗，增加自然採光即為其中一例。
建築物所處的位置和周圍環境對其溫度和照明方面的調節有關鍵作用。例如樹木、景觀和山丘可提供遮蔭和擋風。在較涼爽的氣候下，在北半球建築物設有朝南的窗戶，和在南半球建築物設有朝北的窗戶可讓更多陽光進入建築物（即熱能），最大限度利用被動式太陽能建築設計來減少能源消耗。嚴謹的建築設計，包括節能窗戶、密封良好的門以及對牆壁、地下室和地基附加額外隔熱配置，可減少25%至50%的熱損失。
深色屋頂的溫度可能比反射性最強的白色屋頂高出39°C (70°F)，而會將多餘的熱量傳導到建築物內部。在美國進行的研究顯示淺色屋頂的冷卻能耗比深色屋頂的建築物少40%。白色屋頂在陽光燦爛的氣候下可節省更多能源。先進的電子供暖和冷卻系統可調節能源消耗，並提高建築物內人員的舒適度。
正確設定窗戶和天窗的位置，以及使用可將光線反射進入建築物內設計可減少對人工照明的需求。一項研究顯示增加自然光和使用特定目的照明可提高學校和辦公室的生產力。一體式螢光燈的能耗比白熾燈少三分之二，前者的使用壽命是後者的6到10倍。較新的螢光燈可產生類似自然光，雖然使用的初始成本會較高，但它們具有成本效益，投資回收期甚至可低至僅有數月。 LED燈的能耗僅為白熾燈的10%左右。
有效的節能設計可使用低成本的被動紅外線，當廁所、走廊甚至非工作時間的辦公區域等無人使用時，會自動關閉照明。此外，可使日光感測器來監控勒克斯水平，以決定使用自然光或是人工照明的時機，而減少電力消耗。建築管理系統可將所有控制機制集中管理，以處理整個建築物的照明和電力需求。
綠建築XML架構是一新的開放架構，可促進儲存在建築信息模型中的建築數據轉移到工程分析工具，以專注於綠色建築設計和營運。隨著現代電腦技術的發展，市場上已出現大量的建築性能模擬工具。使用者在選擇專案中使用何種模擬工具時，必須考慮該工具的準確性和可靠性，並考慮自身手上的建築訊息，再將資訊輸入。 三位研究人員Yezioro、Dong和Leite開發出一種人工智慧方法來評估建築性能模擬結果，並發現更詳細的模擬工具在供暖和製冷耗電量方面具有最佳模擬性能，平均絕對誤差可控制在3%以內。
能源與環境設計領導（LEED）是由美國綠色建築委員會 (USGBC) 設計的評級體系，目的在促進建築設計中的環境責任。他們根據建築物是否符合以下標準：永續場地、省水效率、能源和大氣、材料和資源、室內環境品質，以及設計創新，為現有建築(LEED-EBOM) 和新建建築(LEED-NC) 提供四個等級的認證。 USGBC於2013年開發出LEED動態牌匾（LEED Dynamic Plaque），LEED動態牌匾是一種依據LEED指標追蹤建築性能的工具，也是種重新認證的途徑。委員會於2014年與跨國性公司漢威聯合合作，從建築自動化系統 (BAS)中取得有關能源和水使用以及室內空氣品質的數據，以自動更新牌匾，而能提供近乎即時的績效表現。位於華盛頓哥倫比亞特區的USGBC辦公室所在的建築物是首批採用即時更新LEED動態牌匾的建築之一。
透過對建築物進行深度能源改造，可比傳統的能源改造得到更大的節能效果。這種能源改造方式可應用於住宅和非住宅（即"商業"）建築，通常可節省30%或更多的能源，因效果可持續數年，而能顯著提高建物價值。位於紐約市的帝國大廈即經歷此種改造過程，於2013年完成，工程花費440萬美元，號稱可節約38%的能源消耗。例如大廈的6,500個窗戶就地被重新換成成超級窗戶，可阻擋熱量進出，但可透光。炎熱天氣下的空調運作成本降低，立即為專案資本成本省下大筆電費及改造成本。帝國大廈於2011年9月獲得能源與環境設計領導 (LEED) 金牌評級，是美國LEED認證中樓層最高的建築。於印第安納波利斯的City-County大樓也進行過深度能源改造，能節能46%，每年省下75萬美元的電費。
為評估對建築物能源效率投資的穩健性，可使用成本效益分析（CEA）法作評估。 CEA將所能節省的能源價值（有時稱為負瓦（negawatt））以美元/千瓦時表達。這種計算中的能源是虛擬的，是由於進行能源效率投資所節省者。可將所得負瓦的價格與市場能源價格進行比較。 CEA法的好處在於毋須猜測未來能源價格，而將能源效率投資評估中的主要不確定性消除。

### 工業
工業使用大量能源為各種製造和資源開採過程提供動力（熱和機械動力），其中大部分以天然氣、石油燃料和電力的形式產生。有些行業會由廢棄物中生產燃料，以提供能源。
由於工業流程多樣，因此無法逐一描述，許多取決於每個工業設施所使用的特定技術和流程。
各行業在生產過程中均會產生蒸汽和電力。發電之時，附帶產生的熱量可被捕獲並用於生產蒸汽、加熱或其他工業目的。傳統火力發電的效率約為30%，而熱電聯產方式可將燃料的能源效率提高到90%。
先進的鍋爐和熔爐可在更高的溫度下運行，而同時使用更少的燃料。這些技術所產生的污染物也更少。
美國製造商使用的燃料中有超過45%是用來產生蒸氣。透過隔離蒸汽和冷凝水回流管線、阻止蒸汽洩漏以及維護蒸汽疏水閥，可將能源使用量減少20%（根據美國能源部的數據）。
電動馬達通常以恆定速度運行，但加上可調速驅動器後可讓電動馬達的能量輸出與所需的負載相符，而能實現3%至60%的節能，具體取決於馬達的使用方式。由超導材料製成的線圈可減少能量損失。採電壓最佳化也能讓電動馬達節省電力耗用。
工業界使用大量形狀和尺寸各異的泵浦和壓縮機。泵浦和壓縮機的效率取決於許多因素，但通常可透過實施更好的製程控制和更好的維護來增進效率。根據美國能源部的說法，透過安裝可調速驅動器來優化壓縮空氣系統，並進行預防性維護以防止空氣洩漏，可將能源效率提高20％至50％。

### 交通運輸

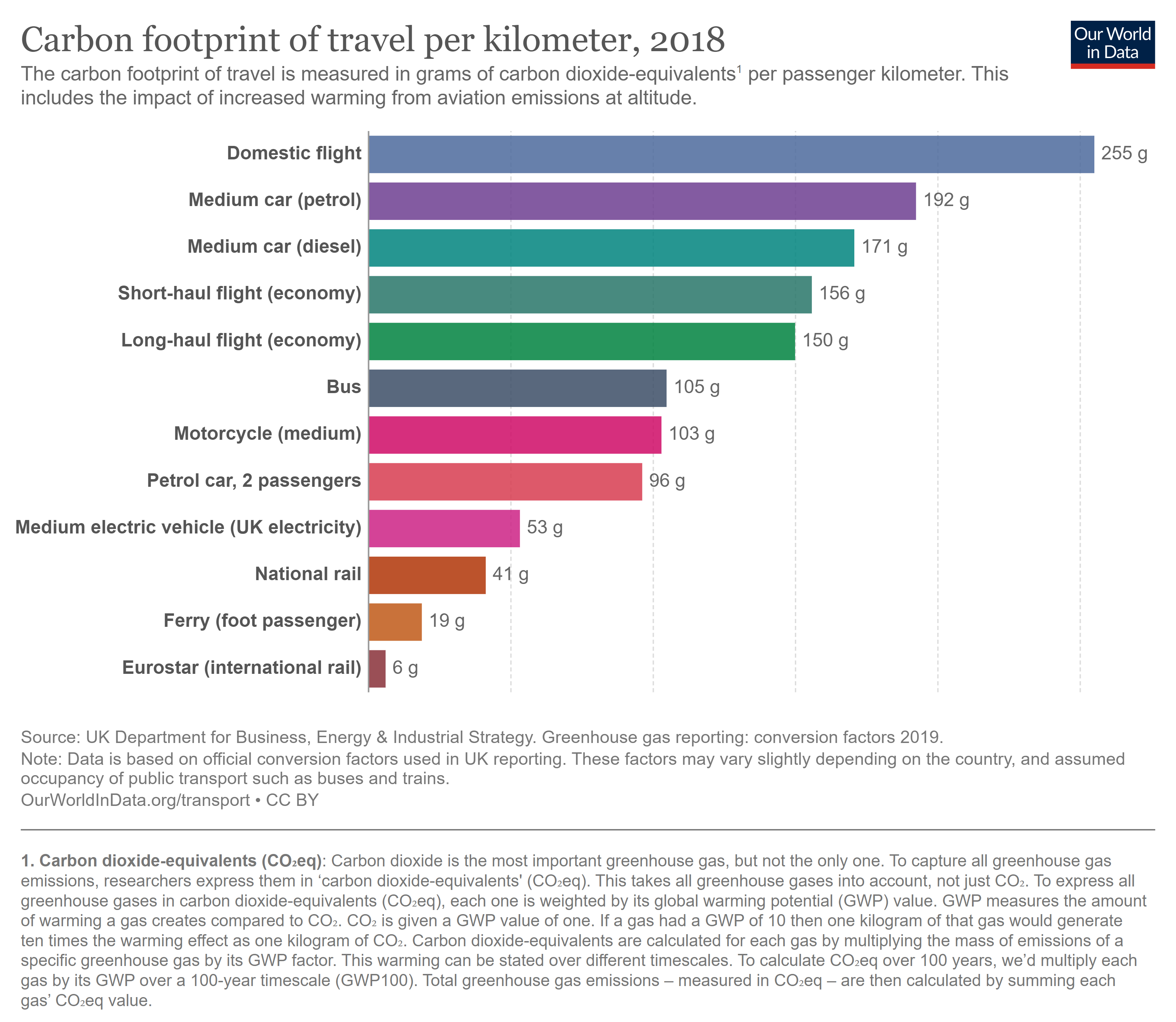
顯示不同交通工具碳足跡的圖示，碳足跡是衡量能源效率的重要指標。

#### 汽車
估計汽車的能源效率為280乘客英里/106英熱單位（Btu）。有多種方法可以提高車輛的能源效率，例如改進空氣動力學來盡力減少空氣阻力。減輕車身重量還也可提高燃油經濟性（此為複合材料會被用於車身製造的原因）。
使用更先進的輪胎，可減少與路面的摩擦力和滾動阻力，也可節省汽油。將輪胎充氣至正確的壓力，燃油經濟性可提高高達3.3%。將堵塞的空氣過濾器換為新的，可將舊車的燃油消耗降低多達10%。在配備燃油噴射、電腦控制引擎的較新車輛（1980年代及以上）上，堵塞的空氣過濾器對燃油里程並無影響，但更換後可將舊車加速度提高6-11%。空氣動力學也有助於提高車輛的效率。
渦輪增壓器可讓較小排氣量的引擎提高燃油效率。
節能汽車的燃油效率可能達到一般汽車的兩倍。有些尖端設計的燃油效率可達到目前傳統汽車平均水平的四倍。
汽車效率的主流趨勢是電動載具（全電動或混合電動）的興起。電力驅動動不會排放溫室氣體，這種影響在城市駕駛中尤其明顯。插電式混合動力車的電池容量也有所增加，這使得在不燃燒任何汽油的情況下行駛有限的距離成為可能，在此情況下，能源效率取決於產生電力的任何過程（例如燃煤、水力或再生能源）。插電式混合動力汽車通常可在不充電的情況下靠電力行駛約40英里（64公里），如果電瓶電量不足，汽油引擎就會啟動。全電動汽車也越來越受歡迎。

#### 街道照明
全球各地的城市使用高達3億盞燈為無數條街道提供照明。一些城市正試圖在非尖峰時段調暗燈光，或是改用LED燈來減少路燈的功耗。LED燈可減少50%至80%的電力消耗。

#### 飛機
有許多方法可改善航空業的能源使用，譬如透過將機身改裝和進行空中交通管理。飛機採更好的空氣動力學於機身設計、改善引擎和減輕重量進行改進。在座位密度和貨物裝載係數調整也有助於提高效率。
空中交通管理系統可實現飛機起飛、降落和防撞以及機場內的自動化（包括暖通空調和照明等簡單的任務到旅客貨物安全檢查和掃描等更複雜的工作）。

## 國際行動

### 國際協議與承諾
於2023年聯合國氣候變化大會通過的宣言之一是由123個國家簽署的《全球再生能源與能源效率承諾》。宣言包括將能源效率視為"第一燃料"的義務，並在2030年將能源效率的增進率從每年2%提高一倍至4%。但中國和印度兩國並未加入簽署。

### 國際標準
國際標準化組織（ISO）發表的ISO 17743和ISO 17742，可用於計算和報告國家和城市節能和能源效率的記錄。

## 按國家或地區舉例

### 歐洲
首個歐盟能源效率目標於1998年制定，會員國同意於往後12年中每年增進1%的能源效率。此外，有關產品、工業、運輸和建築的立法也有助於建立整體能源效率框架。歐盟國家需要更努力來解決暖氣和冷氣問題：歐洲發電過程中所浪費的熱量比該大陸所有建築物供暖所需的熱量還要多。歐盟能源效率立法預計到2020年，每年可節省相當於3.26億噸石油的成本。
根據歐盟2012年能源效率指令，歐盟為自己設定到2020年，將比1990年達到節能20%的目標，由成員國自行決定如何實現。歐盟國家在2014年10月舉行的歐盟高峰會上同意在2030年實現27%或更高的新能源效率目標，達成此目標的機制之一是"供應商義務和白證書計劃（Suppliers Obligations & White Certificates）"。圍繞2016年清潔能源系列計劃（Clean Energy Package）中進行的爭論也強調能源效率，但目標可能仍是比1990年的水準提高30%左右。有些人認為這樣不足以讓歐盟實現《巴黎協定》中設定溫室氣體排放量較1990年減少40%的目標。
歐盟有78%的企業提出2023年的節能方法，有67%的企業將能源合約重新談判列為策略，有62%的企業表示將成本轉嫁給消費者作為應對能源市場趨勢的計畫。研究報告顯示較大的組織更有可能投資於能源效率、綠色創新和氣候變化。而中小企業和中型企業所報告在能源效率的投資也有顯著增加。

#### 德國
能源效率是德國能源政策的核心。截至2015年底，該國的政策包括以下效率和消耗目標（2014年的為實際數值）：:4
| 能源效率與消耗目標                        | 2014年                  | 2020年                  | 2050年                  |
| ----------------------------------------- | ----------------------- | ----------------------- | ----------------------- |
| 一次能源消耗 (以2008年為基礎年)           | −8.7%                   | −20%                    | −50%                    |
| 最終能源生產力(2008年–2050年)             | 1.6%/年 (2008年–2014年) | 2.1%/年 (2008年–2050年) | 2.1%/年 (2008年–2050年) |
| 電力消耗總量 (以2008年為基礎年)           | −4.6%                   | −10%                    | −25%                    |
| 建築物的一次能源消耗 (以2008年為基礎年)   | −14.8%                  |                         | −80%                    |
| 建築物供熱消耗 (以2008年為基礎年)         | −12.4%                  | −20%                    |                         |
| 交通運輸的最終能源消耗 (以2005年為基礎年) | 1.7%                    | −10%                    | −40%                    |

該國近年在提高能源效率方面，除在2007年—2008年環球金融危機時期曾有停滯之外，一直維持穩定的進展。一些人認為，能源效率在德國能源轉型 (德語：Energiewende) 中的貢獻仍受到低估。
該國減少交通運輸部門能源消耗的工作並不成功，在2005年至2014年間反成長1.7%。人員和貨物移動的總距離均有所增加，創下德國有史以來的最高數字。車輛在能源效率方面提高的效果受到駕駛距離拉長，以及車重增加及引擎馬力加大而被抵銷。:12
德國聯邦政府於2014年發佈國家能源效率行動計畫 （NAPE）。涵蓋的領域包括建築能源效率、企業節能、消費者能源效率和交通能源效率。 NAPE的核心短期措施有導入能源效率的競爭性標案、籌集建築改造資金、對建築部門的能源效率措施提供稅收優惠以及由商業和工業之間共同建立能源效率網絡。
德國政府於2016年發佈能源效率綠皮書以徵求公眾意見。 書中為未來幾十年德國減少能源消耗所面臨的潛在挑戰和所需的行動提供概述。綠皮書發佈時，該國經濟和能源部長西格瑪·嘉布瑞爾表示"我們不需為節省的能源進行生產、儲存和運輸，也不需付錢"。綠皮書將有效利用能源作為"首要"應對措施，並概述不同部門耦合（將多餘的再生能源轉化成其他形式能量的技術，包含電力轉換、能量存儲以及能量再轉換的過程，參見Power-to-X）的機會，也包括使用再生能源於供暖和運輸。其他提議包括靈活的能源稅，該稅會隨著汽油價格下跌而上漲，在油價較低的情況下激勵人們節約燃料。

#### 西班牙
西班牙有五分之四的建築物所使用的能源超出應有的水準。可能是絕緣不充分，或是能源消耗效率低。
在西班牙和葡萄牙開展業務的聯合房地產信貸 (UCI) 正為屋主和建築管理團體增加貸款，以支持能源效率措施。他們提供的住宅能源修復計劃，目的為改造馬德里、巴塞隆納、瓦倫西亞和塞維利亞至少3,720戶家庭居所，並鼓勵使用再生能源。這些工程預計到2025年將可籌集約4,650萬歐元用於能源效率升級，可節省約8.1吉瓦時（GWh，十億瓦時）電力。每年可減少7,545公噸碳排放。

#### 波蘭
波蘭於2016年5月通過新的能源效率法案，預定於2016年10月1日生效。

### 澳大利亞
代表澳大利亞各州和地區的澳洲政府理事會於2009年7月通過國家能源效率戰略 (National Strategy on Energy Efficiency，NSEE)。這是一個十年計劃，用以加快國內節能工作、為向低碳經濟轉型做準備。規範此策略的上位協議為"國家能源效率合作夥伴關係協議"。

### 加拿大
加拿大政府於2017年8月發佈"智慧建築 - 加拿大建築戰略"，作為該國氣候戰略 - “泛加拿大清潔成長和氣候變化框架”的關鍵驅動力。

### 美國
美國於2011年舉行的能源建模論壇，探討能源效率機會將如何影響美國未來幾十年的燃料和電力需求。美國已經準備好降低能源和碳強度，但需要明確的政策來實現氣候目標，包括：碳稅、設定強制標準以規範電器、建築和車輛的能源效率，以及補貼或降低新型高效節能設備的前期成本。
相關的計劃和組織有：
- 節能聯盟（英语：Alliance to Save Energy），美國非營利組織，目的在降低社會及個人負擔及減少溫室氣體排放及其對全球氣候的影響。
- 美國節能經濟委員會（英语：American Council for an Energy-Efficient Economy），成立於1980年，使命是成為催化劑，推動能源效率政策/能源效率計劃/能源效率技術/能源效率投資/能源效率行為等領域的進步，以實現更強大的經濟繁榮和環境保護。
- 建築規範協助項目（英语：Building Codes Assistance Project），為一非營利組織，倡導採用、實施和提升建築節能法規。
- 美國建築物能源規範計劃（英语：Building Energy Codes Program），由美國能源部制定。
- 能源效率聯盟（英语：Consortium for Energy Efficiency），由美國能源部與美國和加拿大的天然氣及電力機構共同組成。
- 能源之星，美國國家環境保護局推出的節能環保計劃。